# Malé Beskydy
Malé Beskydy (polsky Beskid Mały) jsou geomorfologický celek a pohoří rozkládající se v jižním Polsku mezi městem Bílsko-Bělá na západě a údolím řeky Skawa mezi Wadowicemi a Suchou Beskidzkou na východě. Jedná se o pásmo Vnějších Západních Karpat oddělené Żywieckou kotlinou od Slezských Beskyd na západě a Żywieckých Beskyd na jihu. Na východě přechází v Makowské Beskydy a na sever od něj se rozprostírá Slezské podhůří.
Pohoří bylo pojmenováno podle nevelkých rozměrů hor s výškou nepřekračující 1 000 m n. m.. Nejvyšším vrcholem je Czupel (930 m), dále Łamana Skała (929 m) a Leskowiec (922 m). Průlom Soły dělí Malé Beskydy na dvě části: západní Pásmo Magurky Wilkowické a východní zvanou Andrychowské Beskydy nebo Góry Zasolskie (Zásolské Hory).
Malé Beskydy jsou o poznání méně populárním turistickým cílem než Slezské nebo Żywiecké Beskydy, s čímž souvisí i méně vyvinutá turistická infrastruktura. Nejnavštěvovanější lokalitou je průlom Soły, kde byla v roce 1937 vybudována přehrada Jezioro Międzybrodzkie (3,8 km²), roku 1966 doplněná o Żywieckou (10 km²) a Czanieckou (0,45 km²). Międzybrodzká a Żywiecká nádrž slouží kromě retenčních účelů a výroby elektřiny také pro rekreaci (jachting, surfing) a rybolov. Turistickou atrakcí obce Międzybrodzie Żywieckie je také hora Żar (761 m), na jejímž vrcholu se nachází horní nádrž přečerpávací vodní elektrárny a vede k ní pozemní lanová dráha Żar. Jižní svahy Żaru slouží jako letiště využívané především pro bezmotorové létání a paragliding. V roce 2017 byla po třiceti letech výstavby částečně zprovozněna další přehrada v Malých Beskydech: Świnna Poręba na řece Skawa. Téměř celé území Malých Beskyd pokrývá stejnojmenná chráněná krajinná oblast (polsky Park Krajobrazowy Beskidu Małego).